# 외환시장

외환시장(外換市場, 영어: Foreign Exchange Market)이란 외환(외화)의 수요와 공급이 이루어지는 시장을 말한다. 특정한 장소나 건물이 있는 것이 아닌, 하나의 거래 현상을 말하는 것이다. 외환 거래는 주로 수출, 수입, 그리고 해외 투자에 절대적으로 필요하다. 외국환시장, 국제외환시장이라고도 부른다.
외국환 거래에서 현물시세(現物時勢)는 수일 안에 외화와 자국통화와의 교환거래에 적용되는 시세이다.

## 아웃라이트 거래
아웃라이트 거래(outright去來)는 외환거래를 할 때 파는 행위와 사는 행위를 각각 독립적으로 하며, 판 것을 되사거나, 사들인 것을 되파는 등의 조건이 일체 없는 거래를 말한다. 일반적으로 외환 거래가 이 형태로 이루어진다. 이에 대하여 실물환과 선물환의 매매를 동시에 그리고 같은 금액으로 하는 거래를 스와프 거래라고 한다.

## 시장 규모와 유동성

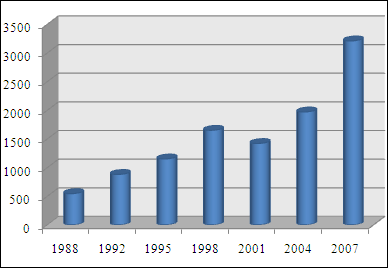
주요 외환 시장 거래량, 1988–2007, 억 달러 단위로 측정.

외환 시장은 세계에서 가장 유동성 높은 금융 시장이다. 거래자에는 정부와 중앙은행, 상업은행, 기타 기관 투자자 및 금융 기관, 통화 투기자, 기타 상업 기업, 그리고 개인이 포함된다. 국제 결제은행(BIS)이 조정한 2019년 삼년 주기 중앙은행 조사에 따르면, 2022년 4월 평균 일일 거래량은 $7.5조 달러였다 (2004년의 $1.9조 달러와 비교하여). 이 중 $6.6조 달러는 현물 거래였고, $5.4조 달러는 단순 선도, 스왑 및 기타 파생상품으로 거래되었다.
외환 거래는 브로커/딜러가 서로 직접 협상하는 장외 시장에서 이루어지므로 중앙 거래소나 청산소가 없다. 가장 큰 지리적 거래 중심지는 영국, 주로 런던이다. 2022년 4월, 영국에서의 거래는 전체의 38.1%를 차지하며 세계 외환 거래의 가장 중요한 중심지로 자리 잡고 있다. 런던의 시장 지배력 때문에 특정 통화의 시세는 보통 런던 시장 가격으로 인용된다. 예를 들어, 국제통화기금(IMF)이 매일 특별인출권(SDR)의 가치를 계산할 때, 그날 정오의 런던 시장 가격을 사용한다. 미국에서의 거래는 19.4%, 싱가포르와 홍콩은 각각 9.4%와 7.1%, 일본은 4.4%를 차지했다.
거래소에서 거래되는 외환 선물 및 옵션의 거래량은 2004-2013년 동안 빠르게 증가하여 2013년 4월에는 $1,450억 달러에 도달했다. (2007년 4월에 기록된 거래량의 두 배). 2022년 4월 기준으로, 거래소에서 거래되는 통화 파생상품은 장외 외환 거래의 2%를 차지한다. 외환 선물 계약은 1972년 시카고 상품 거래소에서 도입되어 대부분의 다른 선물 계약보다 더 활발히 거래되고 있다.
대부분의 선진국은 파생상품(선물 및 옵션과 같은)의 거래를 자국의 거래소에서 허용하고 있다. 이들 선진국은 이미 완전히 전환 가능한 자본 계정을 보유하고 있다. 일부 신흥 시장의 정부는 자본 통제를 이유로 자국의 거래소에서 외환 파생상품을 허용하지 않고 있다. 그러나 파생상품의 사용은 많은 신흥 경제국에서 증가하고 있다. 한국, 남아프리카 공화국, 인도와 같은 국가들은 자본 통제가 일부 존재함에도 불구하고 통화 선물 거래소를 설립했다.
외환 거래는 2007년 4월에서 2010년 4월 사이에 20% 증가했으며, 2004년 이후로는 두 배 이상 증가했다. 거래량의 증가는 여러 요인에 기인한다. 외환의 자산군으로서의 중요성 증가, 고빈도 거래자의 거래 활동 증가, 그리고 중요한 시장 부문으로 떠오른 개인 투자자의 등장 등이 그 원인이다. 전자 거래의 발전과 다양한 실행 장소의 선택은 거래 비용을 낮추고 시장 유동성을 증가시켜, 다양한 고객 유형의 참여를 끌어들였다. 특히 온라인 포털을 통한 전자 거래는 개인 거래자들이 외환 시장에서 거래하는 것을 더 쉽게 만들었다. 2010년까지 개인 거래는 현물 거래의 최대 10%를 차지하는 것으로 추정되었으며, 이는 하루에 1,500억 달러에 해당한다. (아래 참조: 소매 외환 거래자).

## 같이 보기
- 환율
- 금융 시장
- 채권 시장
- 증권 시장
- FX마진